# Ричленд (Мічиган)
Ричленд (англ. Richland) — селище (англ. village) в США, в окрузі Каламазу штату Мічиган. Населення — 946 осіб (2020).

## Географія
Ричленд розташований за координатами 42°22′18″ пн. ш. 85°27′29″ зх. д. / 42.37167° пн. ш. 85.45806° зх. д. (42.371710, -85.458147).  За даними Бюро перепису населення США в 2010 році селище мало площу 2,63 км², з яких 2,63 км² — суходіл та 0,00 км² — водойми.

## Демографія
Згідно з переписом 2010 року, у селищі мешкала 751 особа в 347 домогосподарствах у складі 221 родини. Густота населення становила 286 осіб/км².  Було 376 помешкань (143/км²).
Расовий склад населення:
| - 94,7 % — білих - 1,2 % — азіатів - 0,4 % — чорних або афроамериканців |

До двох чи більше рас належало 3,5 %. Частка іспаномовних становила 1,5 % від усіх жителів.
За віковим діапазоном населення розподілялося таким чином: 21,6 % — особи молодші 18 років, 56,3 % — особи у віці 18—64 років, 22,1 % — особи у віці 65 років та старші. Медіана віку мешканця становила 46,8 року. На 100 осіб жіночої статі у селищі припадало 78,4 чоловіків;  на 100 жінок у віці від 18 років та старших — 77,4 чоловіків також старших 18 років.
Середній дохід на одне домашнє господарство  становив 79 942 долари США (медіана — 61 000), а середній дохід на одну сім'ю — 100 135 доларів (медіана — 79 063). Медіана доходів становила 65 179 доларів для чоловіків та 48 333 долари для жінок. За межею бідності перебувало 5,9 % осіб, у тому числі 9,2 % дітей у віці до 18 років та 8,8 % осіб у віці 65 років та старших.
Цивільне працевлаштоване населення становило 378 осіб. Основні галузі зайнятості: освіта, охорона здоров'я та соціальна допомога — 25,9 %, виробництво — 17,2 %, науковці, спеціалісти, менеджери — 11,4 %, будівництво — 8,5 %.